# Duimpoort (Deventer)
De Duimpoort, ook wel Duinpoort genoemd, is een voormalige stadspoort van de stad Deventer. Evenals veel andere stadspoorten van Deventer bestond de Duimpoort uit zowel een binnen- als een buitenpoort. Volgens de stadssecretaris Gerhard Dumbar was de poort vernoemd naar de tegenoverliggende "konyneduinen" die in de 15de eeuw werden geslecht. De Duimpoort zou in 1626 nog worden vernieuwd. Tussen 1832 en 1859 werd de poort in verschillende fases afgebroken. De straten Duimpoort en Achter de Muren-Duimpoort verwijzen naar de locatie van de voormalige poort.

## Fotogalerij

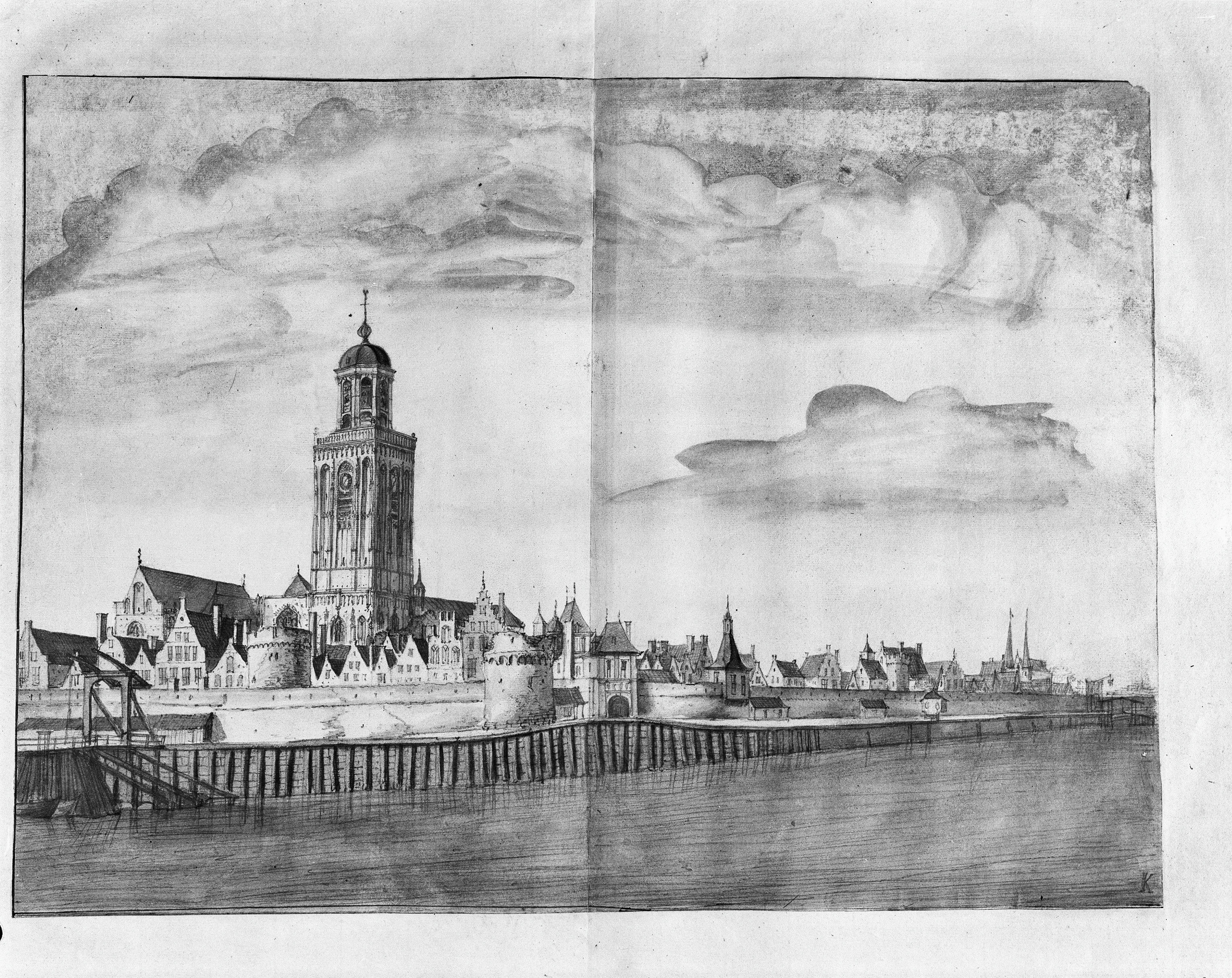
Gezicht op Deventer door Jan Abrahamsz. Beerstraaten uit 1655. De Duimpoort is in het midden te zien.
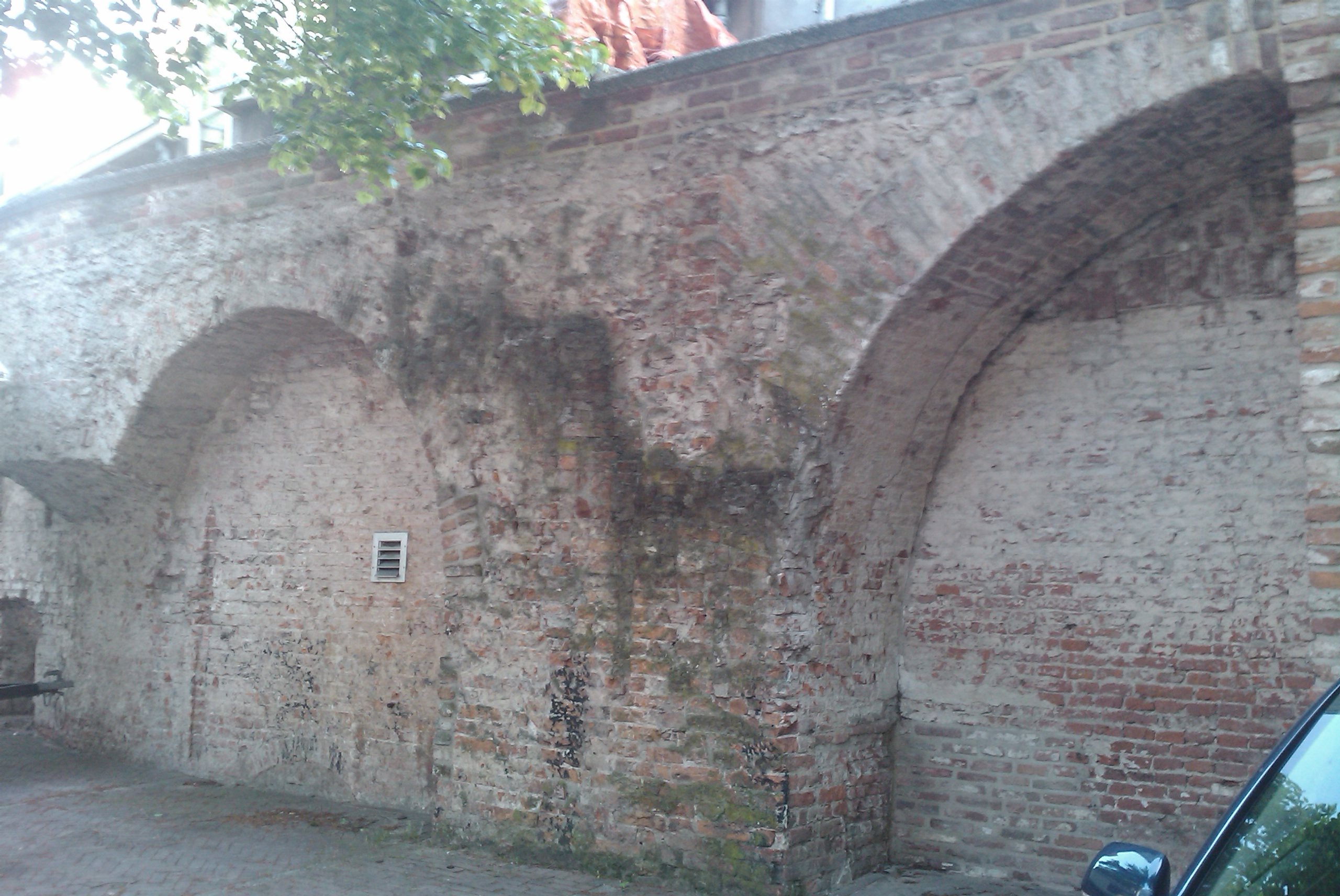
Gedeelte van de stadsmuur in de straat Achter de Muren-Duimpoort.

Bergpoort 
· Brinkpoort 
· Duimpoort 
· Heestpoort 
· Kraanpoort 
· Melksterpoort
· Mosselpoort
· Noordenbergpoort
· Pijperspoort
· Raampoort
· Schoenmakerspoort
· Veerpoort 
· Verwerspoort 
· Vispoort 
· Vullerspoort
· Zandpoort